# Amorphinopsis dichotoma
Amorphinopsis dichotoma är en svampdjursart som först beskrevs av Arthur Dendy 1916.  Amorphinopsis dichotoma ingår i släktet Amorphinopsis och familjen Halichondriidae. Inga underarter finns listade i Catalogue of Life.